# پاین لول (آلاباما)
پاین لول (به انگلیسی: Pine Level) شهرکی در شهرستان اوتوگا ایالت آلاباما است که مساحت آن ۶۴٫۳۸ کیلومترمربع است و در سرشماری سال ۲۰۱۰ میلادی، ۴٬۱۸۳ نفر جمعیت داشته و تراکم جمعیتی آن، ۶۴٫۹۷ در کیلومترمربع بوده است.